# شرطة فنلندا

السيف شعار الشرطة الفنلندية.

الشرطة الفنلندية (بالفنلندية: Suomen poliisi) مؤسسة تتولى اختصاص إنفاذ القانون في البلاد. بإضافة إلى ذلك، تتضمن الشرطة الفنلندية ثلاث وكالات وطنية. مكتب التحقيقات الوطني (بالفنلندية: Keskusrikospoliisi ، KRP). «وحدة مكلفة بمنع الجريمة وتوفير الخبراء» وشرطة أمن الدولة «متخصصة في الوقاية من تهديدات أمن فنلندا». والثالثة شرطة المرور.
ويرد أيضا المحدودة سلطة إنفاذ القانون لأسباب معينة. في مناطق الحدودية وعند التعامل مع الأشخاص والبضائع الداخلة للبلاد، لحرس الحدود والجمارك سلطات الشرطة الفنلندية على حد سواء. لمفتشي وقوف السيارات ومراقبي القطارات ومفتشي التذاكر صلاحيات شرطة محدودة. للعسكر صلاحيات شرطة محدودة جدا، تتعلق أساسا بالتحقيق الداخلي في الجرائم العسكرية وحراسة المنشآت العسكرية. يجوز لوزارة الداخلية، ومكاتب الأقاليم إعطاء صلاحيات الشرطة لمهام محددة حسب الضرورة.